# Orestes Macedoński
Orestes – król Macedonii z dynastii Argeadów. Orestes objął tron jako mały chłopiec, nie mógł więc sprawować rządów samodzielnie. Stanowisko regenta powierzono jego wujowi Aeroposowi. W roku 397 p.n.e. Aeropos przejął władzę królewską, a źródła nie wspominają od tej pory o Orestesie.